# Querfurt
Querfurt è una città tedesca situata nel land della Sassonia-Anhalt.

## Geografia fisica

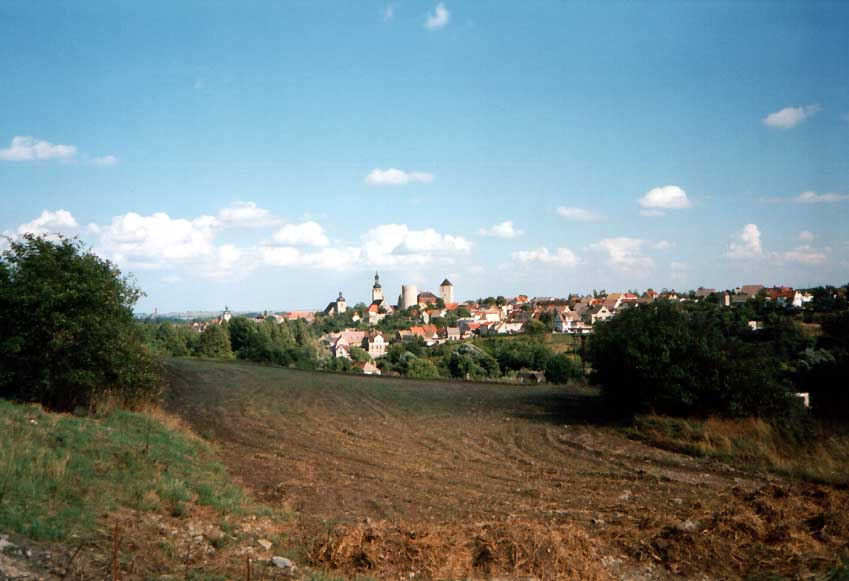
Panorama

Querfurt si trova nel circondario del Saalekreis, e fino al 1º luglio 2007 apparteneva a quello di Merseburg-Querfurt, poi confluito in quest'ultimo.

## Storia
Querfurt è stata per un certo tempo capitale di un principato che aveva un'area di circa 200 miglia quadrate e una popolazione di circa 20 000 abitanti. La famiglia regnante si estinse nel 1496 e Querfurt passò sotto la giurisdizione di Magdeburgo con le pertinenze di Heldrungen, Juterbock e Dahme.
Nel 1635, con la pace di Praga, fu ceduta all'Elettore di Sassonia Giovanni Giorgio I che successivamente lo dette in feudo ai conti von Schlick. Entrò poi a fare parte di una linea collaterale della Sassonia fino al 1746.
Nel 1746, dopo varie vicissitudini, fu di nuovo unita alla Sassonia.
Fu annessa alla Prussia nel 1815.

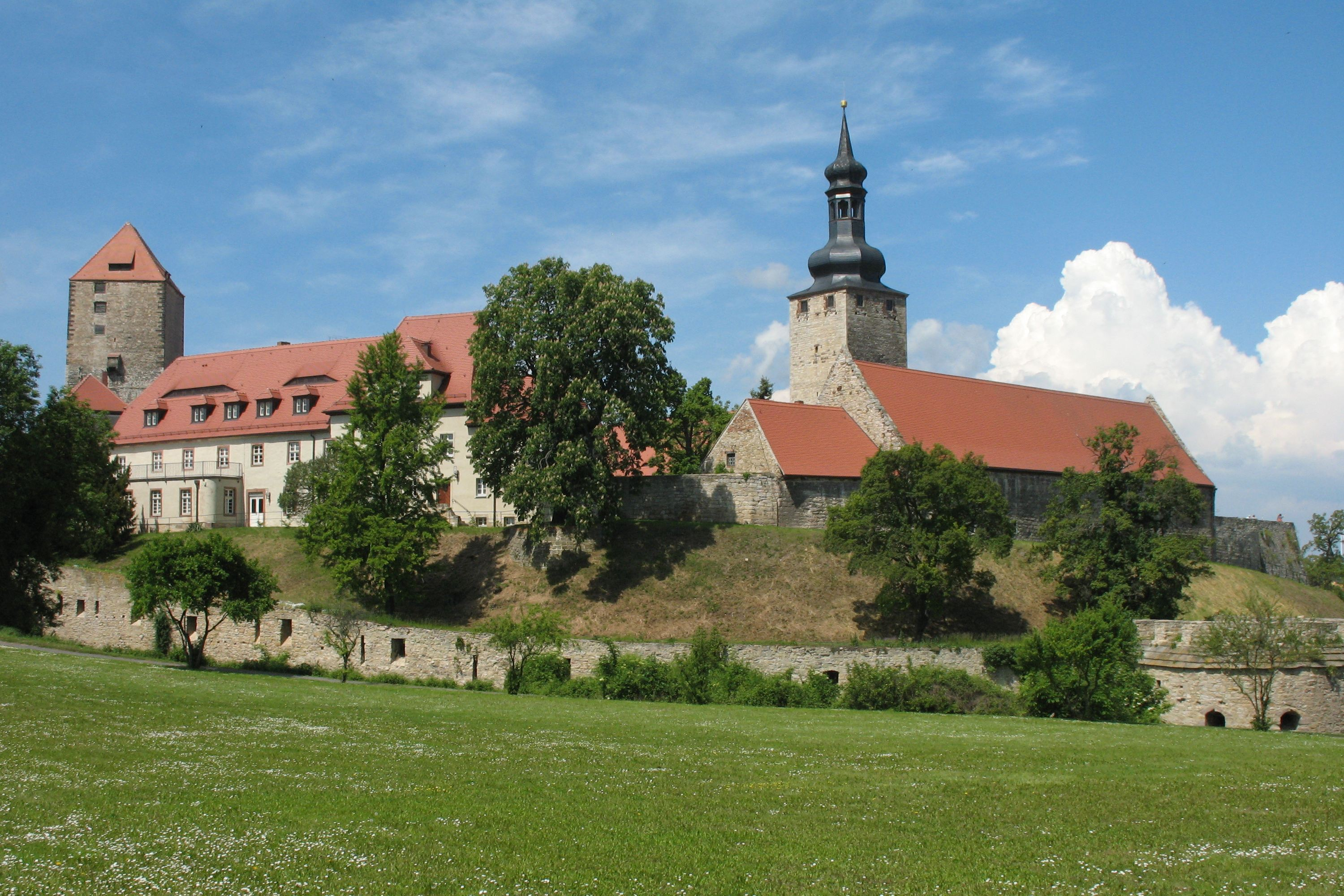
Castello
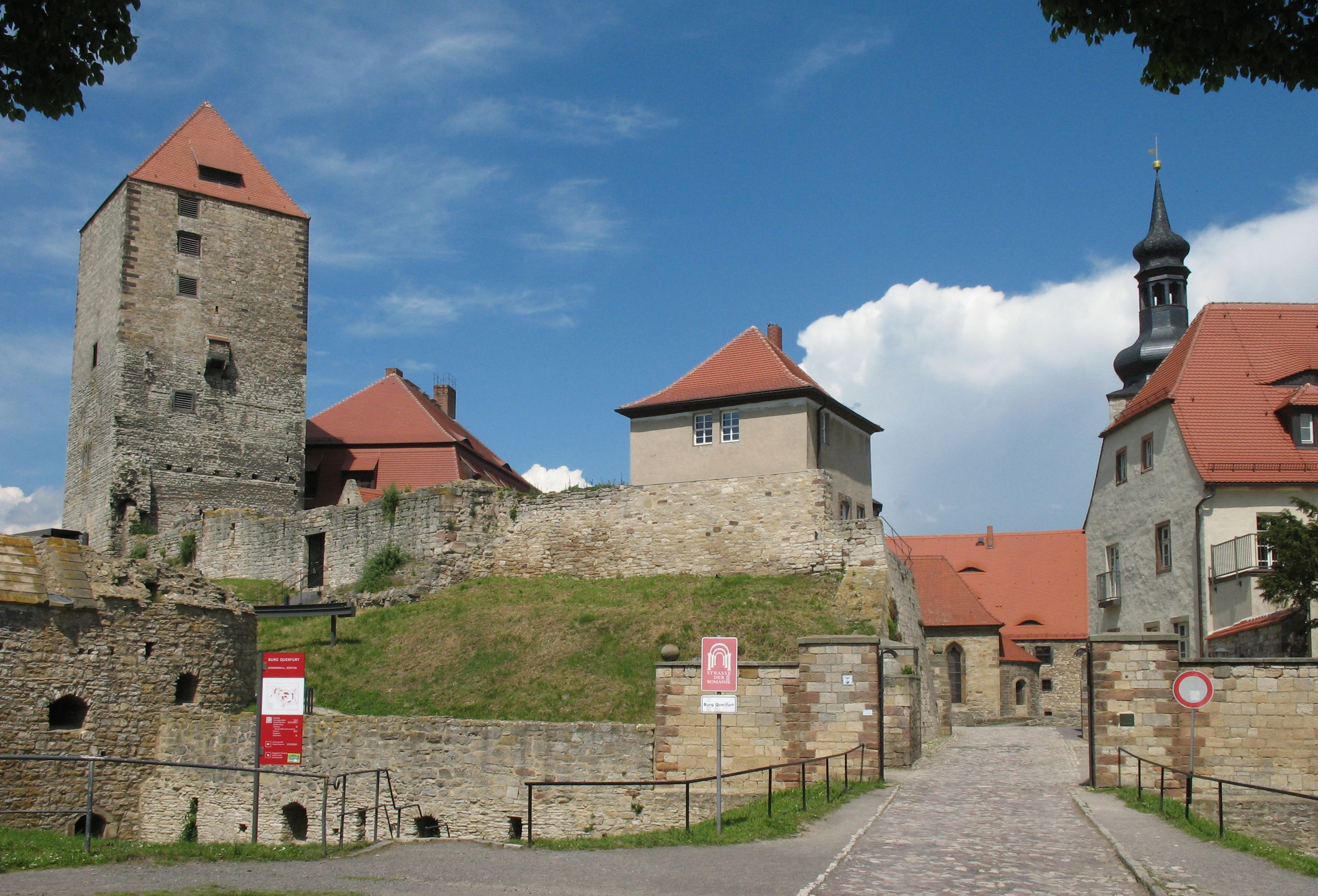
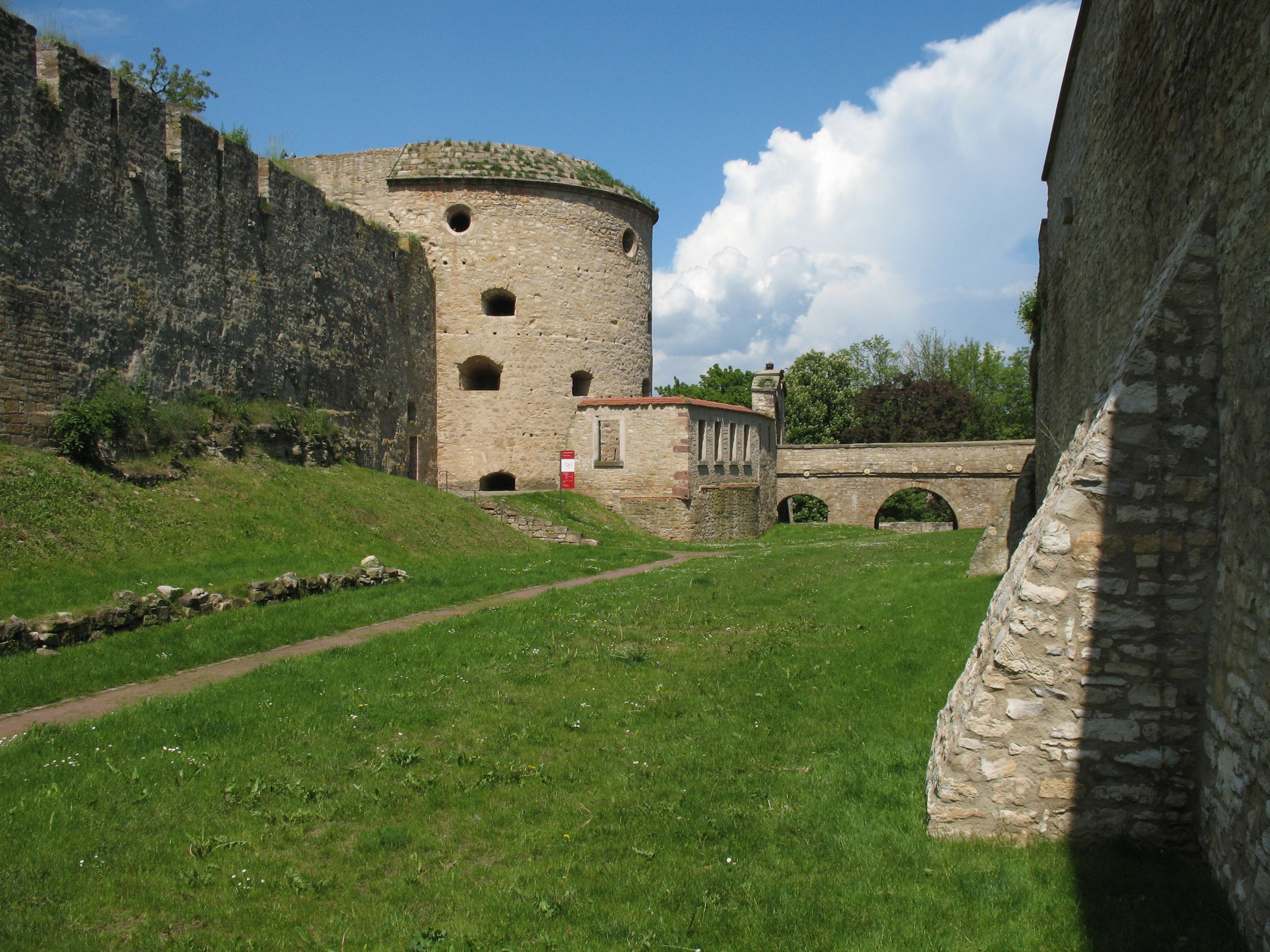
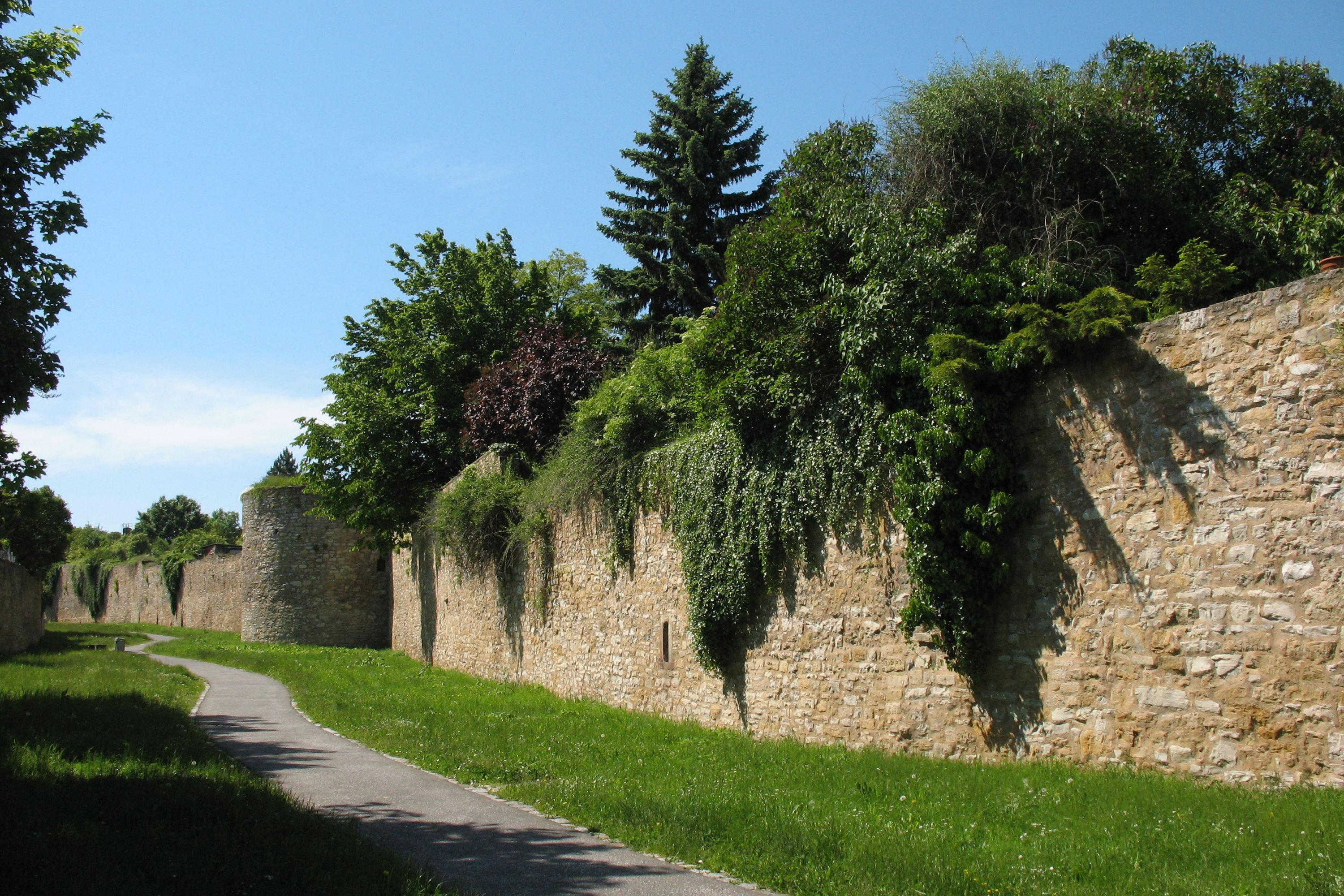
Mura
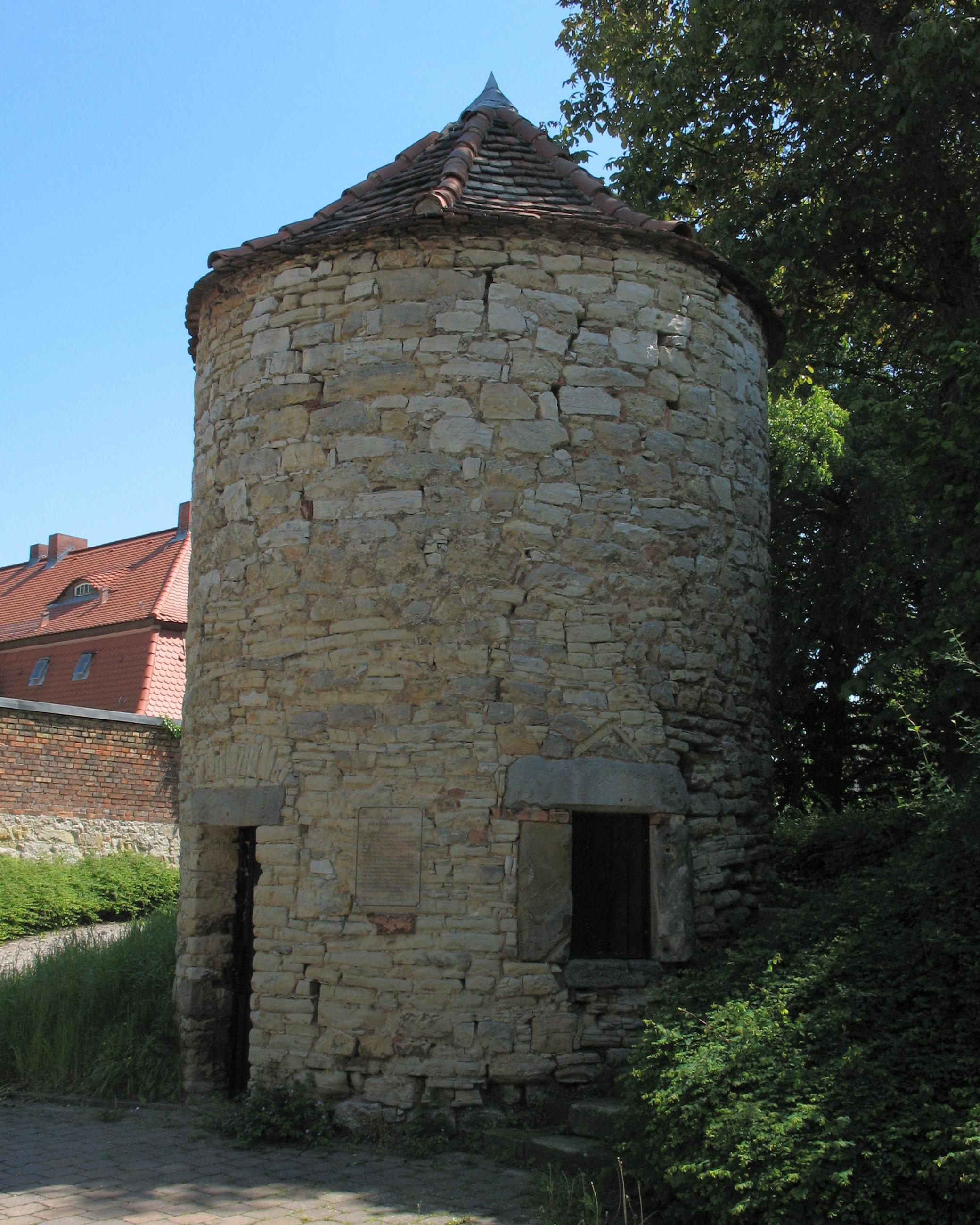
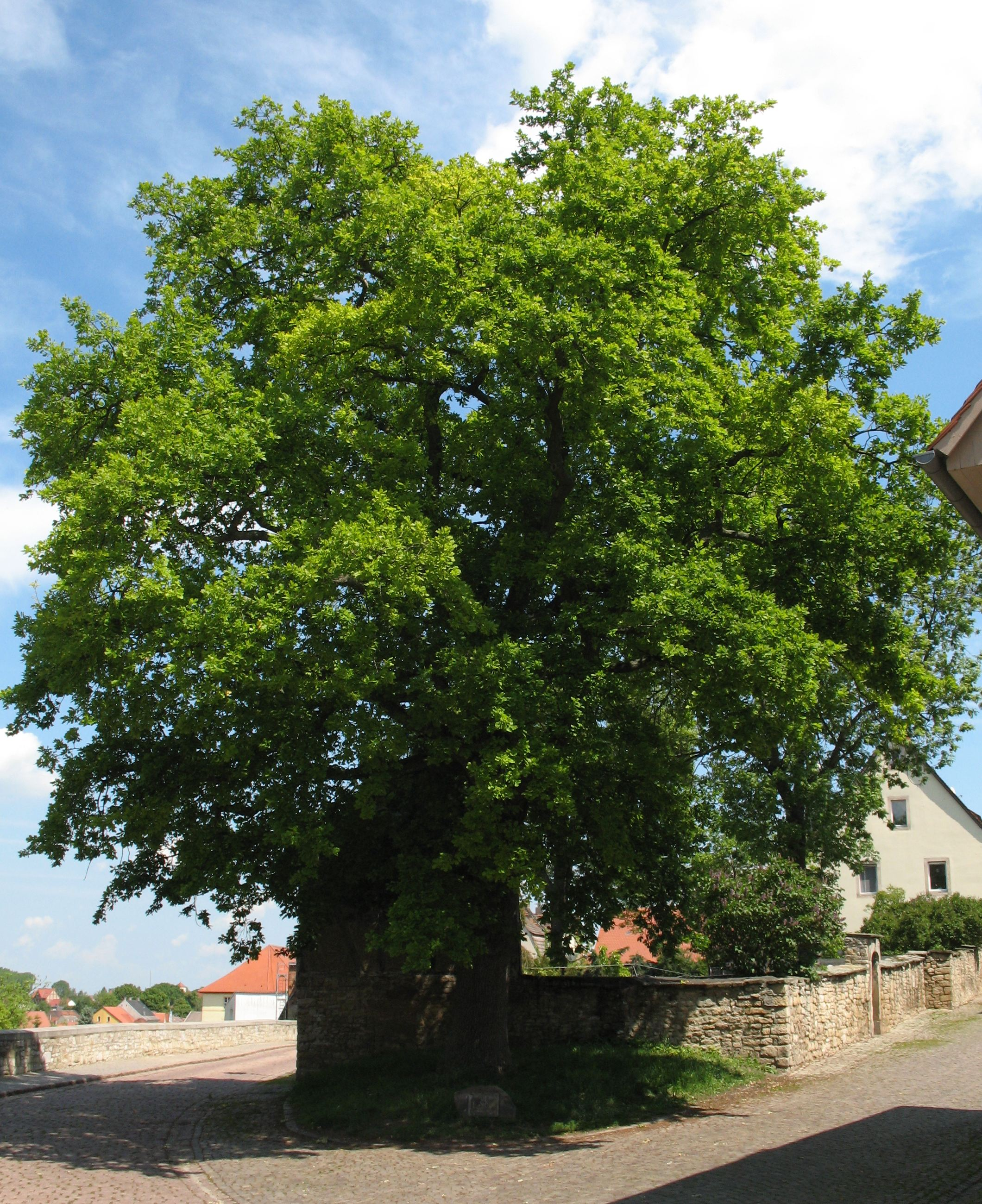
Quercia pace
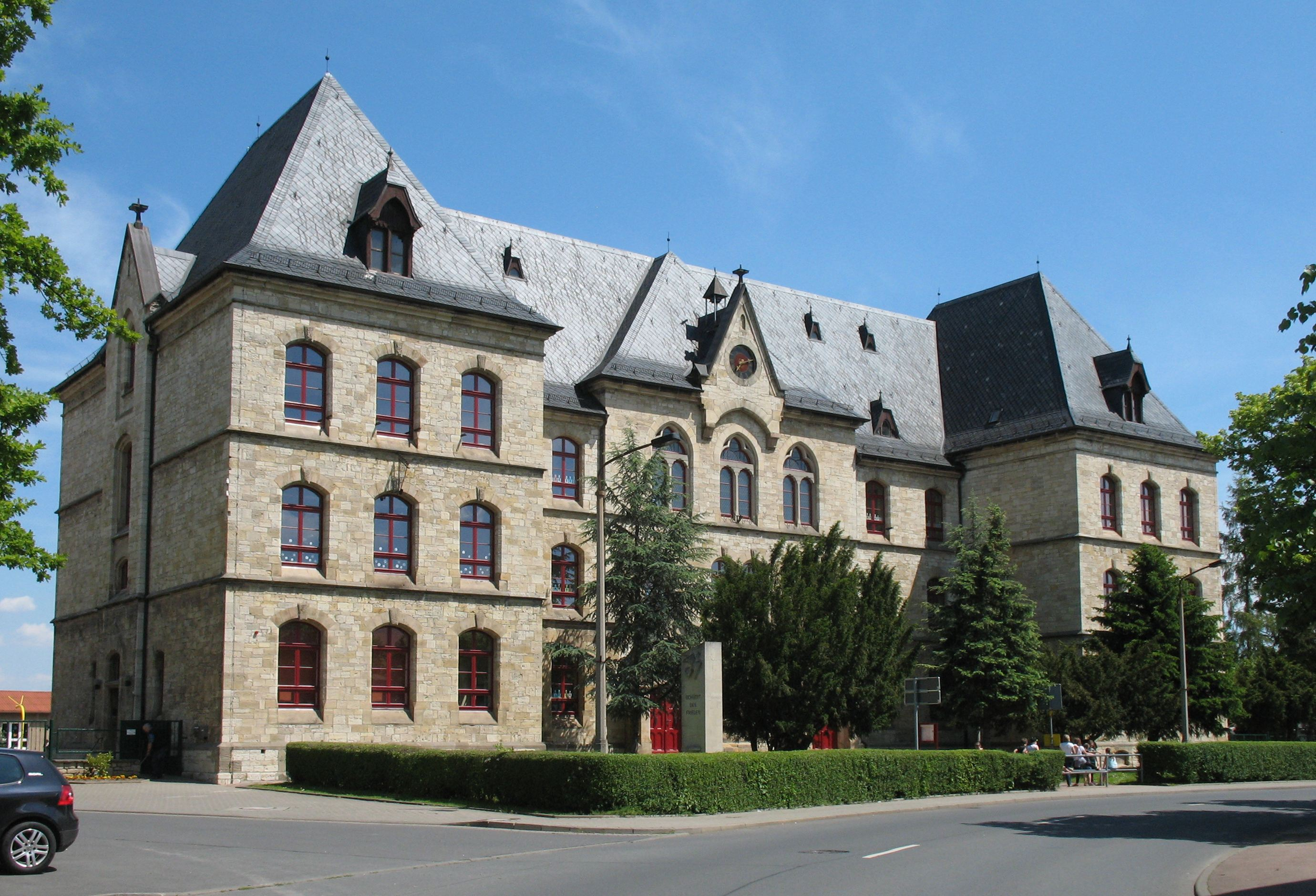
Scuola elementare